# Второе отделение
Второе отделение Собственной Его Императорского Величества канцелярии создано 31 января (12 февраля) 1826 года взамен Комиссии составления законов (1796—1826), состоявшей при Государственном совете. Главной задачей отделения было составление Свода законов Российской империи.
По своему значению отделения императорской канцелярии приравнивались к министерствам. Кодификационные работы во II отделении были вверены редакторам; они же (или другие специалисты по назначению управляющего) составляли отзывы на поступавшие законопроекты. При отделении имелась типография и специальная юридическая библиотека, в основание которой положено собрание книг бывшей Комиссии составления законов.
В 1882 году с целью сближения издания «Свода законов» с деятельностью Государственного совета император Александр III распорядился преобразовать Второе отделение в Кодификационный отдел при Государственном совете.

## Кодификация законодательства
В отличие от Комиссии составления законов, задачей Второго отделения было не сочинение новых законов, а приведение в порядок действующих. Задача кодификации со времён Соборного уложения 1649 года поднималась много раз, однако впервые к её решению подошли системно. Новый император Николай I поставил перед Вторым отделением сложнейшую задачу — кодифицировать весь накопившийся с 1649 года законодательный материал.
4 (16) апреля 1826 года царь поручил назначить в отделение чиновников. В штате сначала работало 20 человек, затем — от 30 до 50 человек. Формально управляющим II отделением был назначен бывший ректор Петербургского университета М. А. Балугьянский, но реально всеми делами руководил «главноуправляющий» Михаил Михайлович Сперанский, благодаря энергии которого в течение трёх лет были собраны все законы, накопившиеся за предшествующие 180 лет и разбросанные по разным местам и учреждениям. Итогом этой деятельности стало Полное собрание законов Российской империи.
Вслед за тем Второе отделение приступило к созданию следующего уложения, в котором отобрало всё действующее законодательство и изложило его уже не в хронологическом, а в предметно-историческом порядке. Результатом этой деятельности стал Свод законов Российской империи.

## Участие в законотворчестве
Позже на II отделение было возложено составление продолжений к Своду законов, а также дальнейшее издание Полного Собрания Законов. Кроме того, II отделение принимало участие в рассмотрении всех законопроектов, как по существу, так и по форме, то есть в соотношении их к Своду законов. Обязательная присылка законодательных проектов на предварительное рассмотрение II отделения была отменена в 1866 году.
Второму отделению часто поручалось и составление законопроектов; ему принадлежит составление «Уложения о наказаниях уголовных и исправительных» (1845), Уложения о наказаниях для Царства Польского, Свода местных узаконений остзейских губерний и др.

## Новое поколение правоведов
Важной заслугой Второго отделения является его содействие развитию юридических наук в России. В 1828 году по предложению Сперанского ко II отделению были прикомандированы по три студента Санкт-Петербургской и Московской духовных академий для подготовки к профессорскому званию. В следующем году были вызваны для той же цели ещё 6 студентов академий, к которым присоединились ещё три студента Санкт-Петербургского университета: эти лица слушали в университете римское право и латинскую словесность и, кроме того, занимались во Втором отделении практически. Пробыв около полутора лет при II отделении, студенты подверглись экзамену во II отделении; затем были посланы (в 1829 и 1831 годах) в Берлин, где под руководством Савиньи три года слушали лекции по юридическим наукам; по возвращении в Петербург они вновь подверглись экзамену и получили степень доктора права.
Все эти правоведы (кроме трёх рано умерших) заняли юридические кафедры в различных университетах и произвели переворот в преподавании юриспруденции в России, принеся с собой знакомство с европейской наукой и основательное знание отечественного права. Из них наиболее выдвинулись своими научными заслугами К. А. Неволин, Н. И. Крылов, Я. И. и С. И. Баршевы, П. Д. Калмыков и П. Г. Редкин.

## Руководители
Председатель
- 1826—1847 — Балугьянский, Михаил Андреевич

Главноуправляющие
- 1826—1839 — Сперанский, Михаил Михайлович
- 1839 — Дашков, Дмитрий Васильевич
- 1839—1861 — Блудов, Дмитрий Николаевич
- 1861—1864 — Корф, Модест Андреевич
- 1864—1867 — Панин, Виктор Никитич
- 1867—1881 — Урусов, Сергей Николаевич
- 1881—1882 (и. о.) — Маркус, Фёдор Михайлович